# Sunshine 200 1964
Sunshine 200 1964 var ett stockcarlopp ingående i Nascar Grand National Series (nuvarande Nascar Cup Series) som kördes 29 december 1963 på den 0,5 mile (804,672 m) långa ovalbanan Savannah Speedway i Savannah i Georgia. Totalt avverkades 100 miles (160,934 km) fördelat på 200 varv. Banunderlaget var dirt. Loppet vanns av Richard Petty i en Plymouth på tiden 1:28.03 körande för Petty Enterprises. Pettys snitthastighet uppgick till 68,143 mph. Han var vid målgång ensam förare på ledarvarvet, ett varv före tvåan Jack Smith. Det var Pettys 28:e vinst av totalt 200 i karriären. Prispotten uppgick till 4 625dollar, varav 1 000 dollar gick till segraren.

## Resultat
| Plc     | Nr | Förare            | Team/ bilägare       | Konstruktör | Start | Varv | Ledda varv |
| ------- | -- | ----------------- | -------------------- | ----------- | ----- | ---- | ---------- |
| 1       | 43 | Richard Petty     | Petty Enterprises    | Plymouth    | 5     | 200  | 133        |
| 2       | 47 | Jack Smith        | Archie Smith         | Plymouth    | 2     | 199  | 0          |
| 3       | 32 | Tiny Lund         | Dave Kent            | Ford        | 6     | 196  | 0          |
| 4       | 42 | Maurice Petty     | Petty Enterprises    | Plymouth    | 3     | 195  | 0          |
| 5       | 62 | Curtis Crider     | Curtis Crider        | Ford]       | 15    | 194  | 0          |
| 6       | 36 | Larry Thomas      | Wade Younts          | Dodge       | 17    | 189  | 0          |
| 7       | 86 | Neil Castles      | Buck Baker Racing    | Chrysler    | 18    | 188  | 0          |
| 8       | 81 | John Sears        | John Black           | Dodge       | 13    | 188  | 0          |
| 9       | 9  | Roy Tyner         | Roy Tyner            | Chevrolet   | 22    | 182  | 0          |
| 10      | 92 | Joe Weatherly     | Ray Osborne          | Ford]       | 16    | 175  | 0          |
| 11      | 68 | Mitch Walker      | Ed Livingston        | Ford]       | 21    | 174  | 0          |
| 12      | 5  | David Pearson     | Owens Racing         | Dodge       | 10    | 156  | 0          |
| 13      | 80 | Frank Warren      | i.u.                 | Pontiac     | 12    | 141  | 0          |
| 14      | 23 | Leland Colvin Jr. | Leland Colvin        | Plymouth    | 20    | 118  | 0          |
| 15      | 34 | Wendell Scott     | Scott Racing         | Chevrolet   | 11    | 112  | 0          |
| 16      | 87 | Buck Baker        | Buck Baker Racing    | Pontiac     | 7     | 104  | 0          |
| 17      | 90 | LeeRoy Yarbrough  | i.u.                 | Plymouth    | 4     | 96   | 0          |
| 18      | 20 | Jack Anderson     | Jack Anderson        | Ford]       | 8     | 72   | 0          |
| 19      | 30 | Buddy Baker       | i.u.                 | Chevrolet   | 9     | 69   | 0          |
| 20      | 11 | Ned Jarrett       | Burton-Robinson      | Ford]       | 1     | 67   | 67         |
| 21      | 2  | Doug Cooper       | Cliff Stewart Racing | Pontiac     | 14    | 57   | 0          |
| 22      | 91 | Rod Eulenfeld     | i.u.                 | Chevrolet   | 19    | 1    | 0          |
| 23      | 88 | Bunk Moore        | i.u.                 | Chrysler    | 23    | 0    | 0          |
| Källor: |    |                   |                      |             |       |      |            |